# Nagaizumi
Nagaizumi (jap. 長泉町 Nagaizumi-chō) – miasto w Japonii, na wyspie Honsiu, w prefekturze Shizuoka. Według danych na rok 2020 miejscowość zamieszkiwało 43 336 mieszkańców , a gęstość zaludnienia wyniosła 1627,3 os./km².